# París-Niça 1993
La París-Niça 1993 fou la 51a edició de la París-Niça. És un cursa ciclista que es va disputar entre el 7 i el 14 de març de 1993. La cursa fou guanyada pel suís Alex Zülle de l'equip ONCE per davant dels corredors del Gan Laurent Bezault i Pascal Lance.

## Participants
En aquesta edició de la París-Niça hi preneren part 159 corredors dividits en 20 equips: ONCE, Gan, Castorama, WordPerfect, Novemail-Histor, CLAS-Cajastur, Ariostea, Motorola, Amaya Seguros, Banesto, Kelme-Xacobeo, Mercatone Uno-Mendeghini-Zucchini, TVM-Bison Kit, GB-MG Maglificio, Lampre-Polti, Festina-Lotus, Telekom, Lotto-Caloi, Chazal-Vetta-MBK i Subaru-Montgomery. La prova l'acabaren 126 corredors.

## Resultats de les etapes
| Etapes              | Data       | Recorregut                       | Km       | Vencedor d'etapa     | Líder de la general |
| ------------------- | ---------- | -------------------------------- | -------- | -------------------- | ------------------- |
| Pròleg              | 7 de març  | Fontenay-sous-Bois (CRI)         | 7.7 km   | Alex Zülle           | Alex Zülle          |
| 1a etapa            | 8 de març  | Meung-sur-Loire-Nevers           | 208.5 km | Mario Cipollini      | Alex Zülle          |
| 2a etapa            | 9 de març  | Roanne-Roanne (CRE)              | 33 km    | ONCE                 | Alex Zülle          |
| 3a etapa            | 10 de març | Roanne-Saint-Étienne             | 153 km   | Johan Museeuw        | Alex Zülle          |
| 4a etapa            | 11 de març | Saint-Étienne-Vaisons-la-Romaine | 210 km   | Mario Cipollini      | Alex Zülle          |
| 5a etapa            | 12 de març | Sarrians-Marsella                | 192 km   | Mario Cipollini      | Alex Zülle          |
| 6a etapa            | 13 de març | Marsella-Mandelieu-la-Napoule    | 196.5 km | Armand de las Cuevas | Alex Zülle          |
| 7a etapa, 1r sector | 14 de març | Mandelieu-la-Napoule -Niça       | 104.3 km | Laurent Jalabert     | Alex Zülle          |
| 7a etapa, 2n sector | 14 de març | Niça-Coll d'Èze (CRI)            | 12.5 km  | Alex Zülle           | Alex Zülle          |

## Etapes

### Pròleg
7-03-1993. Fontenay-sous-Bois, 7.7 km. CRI
|   | Ciclista       | Equip | Temps  |
| - | -------------- | ----- | ------ |
| 1 | Alex Zülle     | ONCE  | 9' 19" |
| 2 | Erik Breukink  | ONCE  | m. t.  |
| 3 | Francis Moreau | Gan   | m. t.  |

### 1a etapa
8-03-1993. Meung-sur-Loire-Nevers, 208.5 km.
|   | Ciclista               | Equip                             | Temps      |
| - | ---------------------- | --------------------------------- | ---------- |
| 1 | Mario Cipollini        | GB-MG Maglificio                  | 6h 02' 49" |
| 2 | Djamolidín Abdujapàrov | Lampre-Polti                      | m. t.      |
| 3 | Adriano Baffi          | Mercatone Uno-Mendeghini-Zucchini | m. t.      |

### 2a etapa
9-03-1993. Roanne-Roanne 33 km. (CRE)
|   | Equip     | Temps    |
| - | --------- | -------- |
| 1 | ONCE      | 36' 16"  |
| 2 | Gan       | + 15"    |
| 3 | Castorama | + 1' 02" |

### 3a etapa
10-03-1993. Roanne-Saint-Étienne 153 km.
|   | Ciclista            | Equip            | Temps      |
| - | ------------------- | ---------------- | ---------- |
| 1 | Johan Musseuw       | GB-MG Maglificio | 3h 42' 44" |
| 2 | Maximilian Sciandri | Motorola         | m. t.      |
| 3 | Jean-Claude Colotti | Gan              | m. t.      |

### 4a etapa
11-03-1993. Saint-Étienne-Vaisons-la-Romaine, 210 km.
|   | Ciclista          | Equip            | Temps      |
| - | ----------------- | ---------------- | ---------- |
| 1 | Mario Cipollini   | GB-MG Maglificio | 5h 27' 09" |
| 2 | Wilfried Nelissen | Novemail-Histor  | m. t.      |
| 3 | Johan Capiot      | TVM-Bison Kit    | m. t.      |

### 5a etapa
12-03-1993. Sarrians-Marsella, 132 km.
|   | Ciclista          | Equip            | Temps      |
| - | ----------------- | ---------------- | ---------- |
| 1 | Mario Cipollini   | GB-MG Maglificio | 4h 58' 34" |
| 2 | Wilfried Nelissen | Novemail-Histor  | m. t.      |
| 3 | Johan Capiot      | TVM-Bison Kit    | m. t.      |

### 6a etapa
13-03-1993. Marsella-Mandelieu-la-Napoule, 196.5 km.
Arribada situada al Col del Grand Duc.
|   | Ciclista             | Equip    | Temps      |
| - | -------------------- | -------- | ---------- |
| 1 | Armand de las Cuevas | Banesto  | 5h 09' 48" |
| 2 | Lance Armstrong      | Motorola | + 16"      |
| 3 | Maximilian Sciandri  | Motorola | + 44"      |

### 7a etapa, 1r sector
14-03-1993. Mandelieu-la-Napoule-Niça, 104.3 km.
|   | Ciclista            | Equip                             | Temps      |
| - | ------------------- | --------------------------------- | ---------- |
| 1 | Laurent Jalabert    | ONCE                              | 2h 37' 02" |
| 2 | Maximilian Sciandri | Motorola                          | m. t.      |
| 3 | Adriano Baffi       | Mercatone Uno-Mendeghini-Zucchini | m. t.      |

### 7a etapa, 2n sector
14-03-1993. Niça-Coll d'Èze, 12.5 km. CRI
|   | Ciclista              | Equip   | Temps   |
| - | --------------------- | ------- | ------- |
| 1 | Alex Zülle            | ONCE    | 23' 05" |
| 2 | Laurent Bezault       | Gan     | + 9"    |
| 3 | Jean-François Bernard | Banesto | + 24"   |

## Classificacions finals

### Classificació general
|    | Ciclista             | Equip         | Temps       |
| -- | -------------------- | ------------- | ----------- |
| 1  | Alex Zülle           | ONCE          | 29h 07' 45" |
| 2  | Laurent Bezault      | Gan           | + 41"       |
| 3  | Pascal Lance         | Gan           | + 1' 07"    |
| 4  | Armand de las Cuevas | Banesto       | + 1' 44"    |
| 5  | Erik Breukink        | ONCE          | + 1' 55"    |
| 6  | Laurent Brochard     | Castorama     | + 2' 25"    |
| 7  | Andrew Hampsten      | Motorola      | + 2' 27"    |
| 8  | Tony Rominger        | CLAS-Cajastur | + 2' 32"    |
| 9  | Lance Armstrong      | Motorola      | + 2' 45"    |
| 10 | Stéphane Heulot      | Banesto       | + 2' 54"    |

## Evolució de les classificacions
| Etapa (Vencedor)                       | Classificació general |
| -------------------------------------- | --------------------- |
| 0Pròleg (Alex Zülle)                   | Alex Zülle            |
| 0Etapa 1 (Mario Cipollini)             | Alex Zülle            |
| 0Etapa 2 (ONCE)                        | Alex Zülle            |
| 0Etapa 3 (Johan Musseuw)               | Alex Zülle            |
| 0Etapa 4 (Mario Cipollini)             | Alex Zülle            |
| 0Etapa 5 (Mario Cipollini)             | Alex Zülle            |
| 0Etapa 6 (Armand de las Cuevas)        | Alex Zülle            |
| 0Etapa 7, 1r sector (Laurent Jalabert) | Alex Zülle            |
| 0Etapa 7, 2n sector (Alex Zülle)       | Alex Zülle            |